# نجف‌تراکمه (کلیبر)
نجف‌تراکمه یکی از روستاهای استان آذربایجان شرقی است که در فاصله ۱۸۵ کیلومتری تبریز قرار دارد. نام نجف از نام مردی به همین نام که چاهی واقع در این روستا بوده حدود سال ۱۲۵۰ هجری شمسی نامگذاری شده موطن اصلی اهالی این روستا دره‌ای بنام قالخون واقع در یک کیلومتری این روستا که الان تبدیل به زمین زراعی شده‌است. از دیدگاه تاریخی صاحبان و طوایف اصلی این روستا بایبوردیها از ایل آق قویونهاهستند. بایبوردها مردمی متمول و ثروتمند بودند و پس از چندین صد سال این جماعت دوباره حکمران منطقه ارسبارن (بخش شمالی) و طایفه حاج علی که مردی قوی و فوق‌العاده بوده‌اند و از اسامی سران آن دوره مشهدی (از طایفه کربلایی علی) و نوادگانی بنامهای رشیدخان - محمودخان - بدرخان و عموزادگان وی سامی خان و پشنگ که دورانی را به همراه طایفه خود بسر می‌بردند.
که این روستا در حال حاضر به علت نزدیکی به آبش احمد از نظر مسولان توجهی کافی بدان نمی‌شودو ۵۵۰ خانوار و جمعتی بالغ بر ۲۵۰۰ نفر می‌باشد از نظر وضعیت ظاهری روستا با وجود مشکلات فراوان این خطه دارای ساختمان‌ها و منازلی زیبا به به گفته حتی خود مسوالان در آذربایجانشرقی واقعاً بی نظیر بوده و مردم نیز در ساخت منازل خود سلیقه خاص بخرج می‌دهند.
از نظر معیشتی مردم وضع نسبتاً مناسبی دارند بخشی ار مردم در روستا و بخش دیگر عشایر کوچ‌نشین هستند.
ییلاق این روستا کوه‌های هشتاسر می‌باشد که در نوع خود بی نظیر است
و به نام‌های تیکی لی (بافته شده) کلان لو (بزرگ و وسیع) بوز بلاغ (چشمه یخی) و. دار و … مون کوعن معروع است؛ که حدود ۶/۱ مردم به ییلاق می‌روند.
قشلاق این روستا به نام‌های خانلو و هارنا بوده که در اصطلاح زبان ترکی آذربایجانی به معنای خانشین و فودال‌نشین است و لی متأسفانه وضعیت امروزی این قضیه را نشان نمی‌دهد
صنایع دستی روستای نجف تراکمه بنام ورنی - قالی - قالیچه - اندازه و قبلاً ججیم بافی و گلیم بافی بوده و لی الان فقط ورنی بافی رونق دارد و قریب به ۶/۴ مردم از این راه امرار معاش می‌کنند.
در منطقه مناس در دهستان آبش‌احمد بخش آبش‌احمد شهرستان کلیبر واقع شده‌است.